# Грузинский, Виктор Владимирович
Виктор Владимирович Грузинский (бел. Віктар Уладзіміравіч Грузінскі, 21 августа 1933, Слуцк — 7 июля 1997) — советский и белорусский физик. Доктор физико-математических наук, профессор.

## Биография
Грузинский родился в Слуцке. После окончания физико-математического факультета БГУ, он с 1957 года работал в Институте физики АН БССР под руководством Н. А. Борисевича, с 1983 года являлся заведующим кафедрой общей физики физического факультета БГУ, одновременно руководил Лабораторией электронной спектроскопии и оптики Института молекулярной и атомной физики НАН Беларуси.
Грузинский подготовил 18 кандидатов наук, разработал несколько учебных курсов, написал учебник для средней школы.

## Научная деятельность
Научные работы Грузинского посвящены спектроскопии сложных молекул, квантовой электронике, нелинейной оптике. Он внёс значительный вклад в изучение люминесценции молекулярных паров, развитие лазеров на красителях и газовых лазеров, исследование вынужденного комбинационного рассеяния. Грузинский обнаружил ряд новых активных сред для лазеров, развил спектроскопию свободных молекул с возбуждением электронным пучком, создал ряд устройств для преобразования излучения и диагностики плазмы, а также лазер с катодолюминесцентной накачкой. За участие в развитии спектроскопии свободных сложных молекул в 1980 году Грузинский был удостоен Ленинской премии.

## Награды
- Ленинская премия (1980)
- Две Почётные грамоты Верховного Совета Белоруссии
- Медаль «За доблестный труд»
- Почётная грамота ЦК ВЛКСМ
- Знак «Изобретатель СССР»

## Публикации
Грузинский является автором более 200 научных статей, в числе которых:
- V.V. Gruzinskiĭ, S.V. Davydov. Relationship between the threshold pump power and the quenching of stimulated emission from complex molecules // Sov. J. Quantum Electron. — 1976. — V. 6. — P. 351—353.
- V.V. Gruzinskiĭ, V.I. Danilova, T.N. Kopylova, P.I. Petrovich, E.Yu. Shishkina. Stimulated emission of ultraviolet radiation by benzoxazoles // Sov. J. Quantum Electron. — 1980. — V. 10. — P. 678—681.
- V.V. Gruzinskiĭ, V.I. Danilova, T.N. Kopylova, V.G. Maĭer, V.K. Shalaev. Theoretical determination of the spectral and luminescence properties of complex molecules to assess their lasing capacity. // Sov. J. Quantum Electron. — 1981. — V. 11. — P. 1029—1032.
- L.A. Barkova, V.V. Gruzinskiĭ, V.I. Danilova, K.M. Degtyarenko, T.N. Kopylova, A.L. Kuznetsov. Stimulated emission of ultraviolet radiation by vapors of complex molecules // Sov. J. Quantum Electron. — 1981. — V. 11. — P. 1043—1047.
- S.V. Budakovskiĭ, V.V. Gruzinskiĭ, S.V. Davydov, I.I. Kulak, É.É. Kolesnik. Stimulated emission from electron-beam-pumped diphenylbutadiene molecules embedded in a crystalline matrix // Sov. J. Quantum Electron. — 1992. — V. 22. — P. 16-18.